# Лоскутное одеяло (фильм)
«Лоску́тное одея́ло» (англ. How to Make an American Quilt) — американский кинофильм режиссёра Джослин Мурхаус, в котором снялись такие актрисы, как Вайнона Райдер, Эллен Берстин, Элфри Вудард и Энн Бэнкрофт. В основе фильма лежит одноимённый роман, написанный Уитни Отто.

## Сюжет
Повествование сосредотачивается на истории жизни нескольких женщин, делающих лоскутные одеяла. Они делают одеяло в качестве подарка для внучки одной из них, Финн Додд (Вайнона Райдер) на свадьбу. Финн — аспирантка университета Беркли, приехала в гости к своей бабушке Хай (Эллен Берстин) и двоюродной бабушке Глади Джо (Энн Бэнкрофт) в Грассе, Калифорния, на все лето, чтобы поработать над своей диссертацией. Во время работы женщины поделятся своими историями, что заставляет Финн задуматься о своей жизни.
Финн боится определённости и ответственности за принятые решения. Поэтому она несколько раз меняла тему работы и не закончила ни одну из предыдущих. Бойфренд Финн, с которым она живёт в течение нескольких лет, хочет создать семью и подталкивает Финн к этому, на что та также не может решиться.
В начале фильма Хай рассказывает Финн о том, как она переспала с мужем своей двоюродной сестры Глади Джо в то время, когда её муж тяжело заболел и она узнала о его скорой смерти. Глади Джо узнала об этом и сёстры поссорились. Глади Джо даже хотела сообщить об измене Хай её мужу, но не смогла. После смерти мужа Глади Джо и Хай вместе поселились в доме Глади Джо.
Потом внимание Финн обращается к надоедливой подруге её бабушек Софии Дарлинг. Бабушки рассказывают историю Софии. София в молодости была ныряльщицей и мечтала вырваться из дома и ограниченной жизни. В бассейне она познакомилась с молодым человеком по имени Престон Ричардс, который влюбился в неё с первого взгляда. Она понадеялась, что отношения с ним смогут дать ей свободу. Её надежды не сбылись. Муж часто проводил время в командировках, она воспитывала трёх детей. Постепенно она забыла о своих мечтах. Когда дети выросли, муж попытался напомнить ей о её юношеских мечтах, но в какой-то момент сдался и уехал навсегда.
В бассейне Финн знакомится с очень красивым молодым человеком по имени Леон.
Подруга Хай и Глади Джо Эм рассказывает Финн о своей жизни с мужем-художником Дином. Муж часто изменял ей. Однажды после того, как Эм во время беременности случайно услышала по телефону разговор Дина с любовницей, она уходит к родителям. Муж возвращается к ней только через три месяца, чтобы увезти её обратно домой. Эм обижена, но её родители относят её вещи в машину Дина, не давая ей возможности выбора. Она остаётся с Дином, отчаянно ревнуя его, но не решаясь уйти.
Во время работы над одеялом Эм и Констанс ссорятся из-за ревности Эм к Дину, после чего Констанс уходит из дома.
Констанс рассказывает Финн о своём счастливом браке с Хауэллом. К сожалению, её муж рано умер, оставив её вдовой. Она тяжело переживает смерть мужа. Её утешает Дин, муж Эм. Он даже предлагает ей уехать вместе. Констанс отказывается, так как любит только Хауэлла.
Финн ссорится со своим бойфрендом Сэмом. Сэм уезжает и Финн не может ему дозвониться. В последний раз трубку снимает женщина. Финн начинает паниковать.
Бывшая домработница, а теперь подруга Глади Джо Анна рассказывает Финн об истории своей семьи, о мастерстве делать лоскутные одеяла и показывает лоскутное одеяло, которое передавалось в их семье из поколения в поколение. Сама Анна, будучи юной негритянской девушкой, была соблазнена сыном хозяина Беком и забеременела. Благотворительное общество устроило её на время в семью родителей Хай, где она познакомилась с Хай и Глади Джо. Постепенно Анна, Хай и Глади Джо стали подругами. Когда родился ребенок, Анна решила не отдавать его на усыновление, а воспитывать дочь одна.
Финн идёт на свидание с Леоном и там занимается с ним сексом.
Марианна, дочь Анны, рассказывает Финн о том, что хотя у неё было много любовников, но она не может забыть мужчину, с которым познакомилась в Париже. Они беседовали обо всём, он читал ей свои стихи, но потом покинул её, чтобы пойти ужинать со своей женой.
Финн отказывает Леону в свидании.
На городок надвигается буря. Сильный ветер уносит рукопись Финн и разбрасывает листы по окрестным дворам. Финн в отчаянии решает в очередной раз бросить свою работу. Женщины собирают листы рукописи и убеждают Финн окончить работу. Эм решает уйти от мужа, но прячется от ветра в его мастерской. Там она видит множество своих портретов и понимает, что Дин на самом деле любит её. Они с Дином мирятся.
Все женщины мирятся и вместе заканчивают делать одеяло. Хай накрывает им Финн, когда та спит. Утром Финн просыпается и видит ворону. Она идёт за ней и ворона приводит её к машине, в которой спит Сэм. Финн будит его и они укладываются спать вместе, обнявшись. Финн решает рискнуть и начать семейную жизнь.

## В ролях
| Актёр           | Роль                          |
| --------------- | ----------------------------- |
| Вайнона Райдер  | Финн Додд                     |
| Энн Бэнкрофт    | Глади Джо Клири               |
| Эллен Бёрстин   | Хай Додд                      |
| Элфри Вудард    | Марианна                      |
| Джаред Лето     | Бек                           |
| Кейт Кэпшоу     | мать Финн Салли               |
| Адам Болдуин    | отец Финн                     |
| Дермот Малруни  | Сэм                           |
| Саманта Мэтис   | молодая София Дарлинг Ричардс |
| Лоис Смит       | София Дарлинг Ричардс         |
| Джин Симмонс    | Эм Рид                        |
| Клэр Дейнс      | молодая Глади Джо Клири       |
| Рип Торн        | Артур Клири                   |
| Ричард Дженкинс | Оуэлл                         |

## Критика
Фильм получил неоднозначные отзывы критиков. На агрегаторе рецензий Rotten Tomatoes рейтинг составил 63% на основе 35 обзоров, средняя оценка пользователей составила 6,3 балла из 10. В обзоре для The New York Times Кэрин Джеймс похвалила режиссуру Мурхауса и сценарий Андерсона за создание адаптации «явно некинематографического романа». Она добавила, что фильму удается создать впечатление, что «мы смотрим не на киноженщин, а на настоящих женщин, с шаткими суждениями и жизненными причинами обижаться и прощать друг друга, а также всех мужчин в их жизни». 